# Флоріан Стаблевський
Флоріан Стаблевський пол. Florian Stablewski$ 16 жовтня 1841 — 24 листопада 1906) — польський духівник, архієпископ Познані та Гнєзно, примас Польщі у 1891 – 1906 роках.
Здобув освіту в Мюнхенському університеті. 1866 року був висвячений на священика, 1892 року рукоположений на єпископа Гнезно. Бувши на чолі архієпископства, заклав часопис «Przewodnik Katolicki», а також друкарню і книгарю св. Войцеха в Познані. Похований у Кафедральному соборі в Познані.